# Thái Sơn
Thái Sơn (tiếng Trung: 泰山; bính âm: Tài Shān) là một ngọn núi có ý nghĩa lịch sử và văn hóa nằm ở phía Bắc của thành phố Thái An, Sơn Đông, Trung Quốc. Điểm cao nhất của nó được gọi là Đỉnh Ngọc Hoàng (giản thể: 玉皇顶; phồn thể: 玉皇頂; bính âm: Yùhuáng Dǐng) cao 1.545 mét (5.069 ft) nhưng theo các báo cáo của cơ quan thuộc Chính phủ Trung Quốc là 1.532,7 mét (5.029 ft).
Thái Sơn được mệnh danh là Đông Nhạc, một trong số Ngũ Nhạc danh sơn Trung Quốc và được coi là ngọn núi quan trọng nhất trong số đó. Ngoài ra, Thái Sơn cũng là nơi có lịch sử thờ cúng ít nhất 3.000 năm, là một trong những trung tâm nghi lễ tôn giáo quan trọng nhất của Trung Quốc trong suốt lịch sử.

## Vị trí
Thái Sơn nằm ở phía tây tỉnh Sơn Đông, ngay phía bắc thành phố Thái An và phía nam của thành phố thủ phủ của tỉnh là Tế Nam. Độ cao của nó dao động từ 150 đến 1.545 mét (492 đến 5.069 ft) so với mực nước biển và có diện tích 426 kilômét vuông (164 dặm vuông Anh). Điểm cao nhất của nó được gọi là "Đỉnh Ngọc Hoàng", cao 1545 mét.

## Lịch sử
Dấu vết về sự hiện diện của con người tại khu vực này là từ Thời đại đồ đá cũ, nhưng con người thật sự định cư tại đây bắt đầu từ thời kỳ Thời đại đồ đá mới trở đi. Trong thời gian này, hai nền văn hóa nổi lên phát triển mạnh mẽ gần ngọn núi là Văn hóa Đại Vấn Khẩu ở phía nam và Văn hóa Long Sơn ở phía bắc.
Vào thời nhà Hạ (năm 2070–1600 TCN), ngọn núi có tên là Đại Sơn (tiếng Trung: 岱山; bính âm: Dài Shān), nằm trên ranh giới của Thanh châu, một trong Cửu châu cổ đại Trung Quốc.
Tín ngưỡng tôn giáo tại Thái Sơn bắt đầu từ hơn 3.000 năm trước, vào thời nhà Thương (năm 1600–1046 TCN) đến nhà Thanh (1644–1912). Theo thời gian, sự thờ cúng này trở thành Phong thiện (tiếng Trung: 封禪; bính âm: Feng Shan), một nghi thức được các hoàng đế Trung Hoa tỏ lòng tôn kính với đất trời.
Vào thời nhà Chu (năm  1046–256 TCN), tế lễ trên Thái Sơn trở thành nghi lễ mang tính nghi thức cao, trong đó một vị lãnh chúa phong kiến địa phương sẽ đến cúng tế thức ăn và đồ nghi lễ bằng ngọc. Những thứ đó được sắp xếp theo khuôn mẫu đúng nghi lễ trước khi được chôn trên núi. Vào thời Xuân Thu (771–476 TCN), Thái Sơn là khu vực giáp ranh của nước Tề và Lỗ, các lãnh chúa phong kiến đã tế lễ trên Thái Sơn một cách độc lập. Trong thời Chiến Quốc (475–221 TCN), để bảo vệ khỏi các quốc gia khác, vua của nước Tề đã cho xây dựng một bức tường thành dài 500 km chạy dọc theo dãy núi ra đến biển Hoàng Hải. Những tàn tích vẫn còn tồn tại cho đến ngày nay. Đến thời nhà Tần và nhà Hán, Thái Sơn dần trở thành một biểu tượng quyền lực chính trị. Năm 219 TCN, Tần Thủy Hoàng, vị hoàng đế đầu tiên của Trung Quốc đã tổ chức một buổi lễ trên đỉnh núi, tuyên bố sự thống nhất của đế quốc của mình trong một bản khắc nổi tiếng. Đến thời nhà Hán (206-220), Phong thiện được coi là nghi thức tế lễ cao nhất và nó tiếp tục được cử hành dưới thời nhà Tùy, Đường. Thậm chí, nghi thức này tổ chức vào năm 666 bởi Đường Cao Tông có cả đại diện của nhiều quốc gia như Nhật Bản, Ba Tư, Ấn Độ, Cao Câu Ly, Bách Tế, Tân La, Đột Quyết, Vu Điền, Chân Lạp, Omeyyad.
Năm 1987, Thái Sơn được UNESCO công nhận là Di sản thế giới và là một trong hai địa điểm đáp ứng nhiều tiêu chuẩn nhất hiện nay (cùng với Vùng hoang dã ở Tasmania của Úc là 2 di sản thế giới hỗn hợp đáp ứng tới 7 tiêu chuẩn của UNESCO), điều khác biệt là trong 7 tiêu chuẩn đó, Tasmania đáp ứng tất cả các tiêu chuẩn di sản thiên nhiên còn Thái Sơn đáp ứng tất cả các tiêu chuẩn di sản văn hóa. Đây cũng là một trong những điểm du lịch nổi tiếng trên thế giới, đón khoảng 6 triệu lượt khách ghé thăm vào năm 2003.

## Ý nghĩa văn hóa

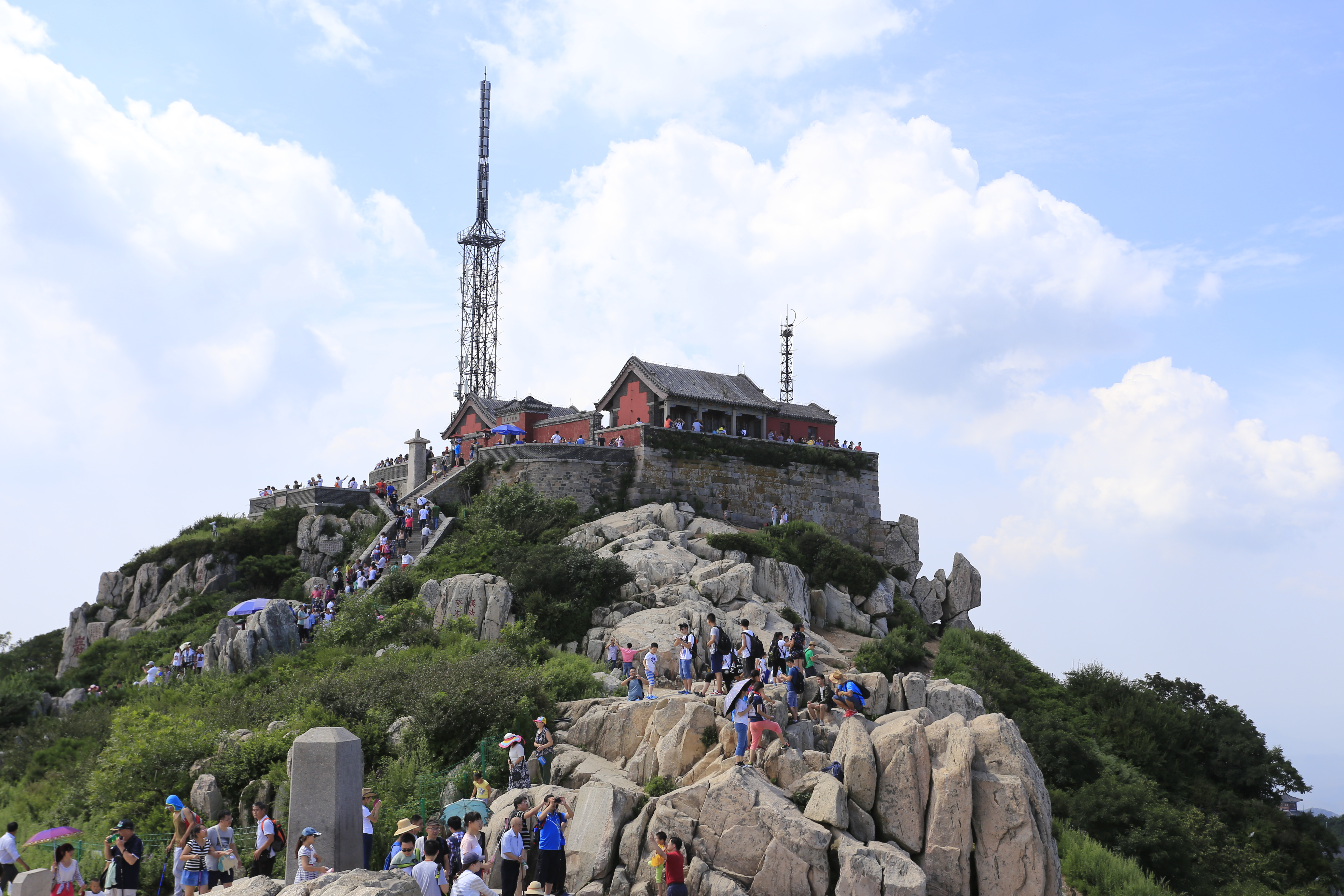
Đỉnh Ngọc Hoàng trên đỉnh núi.

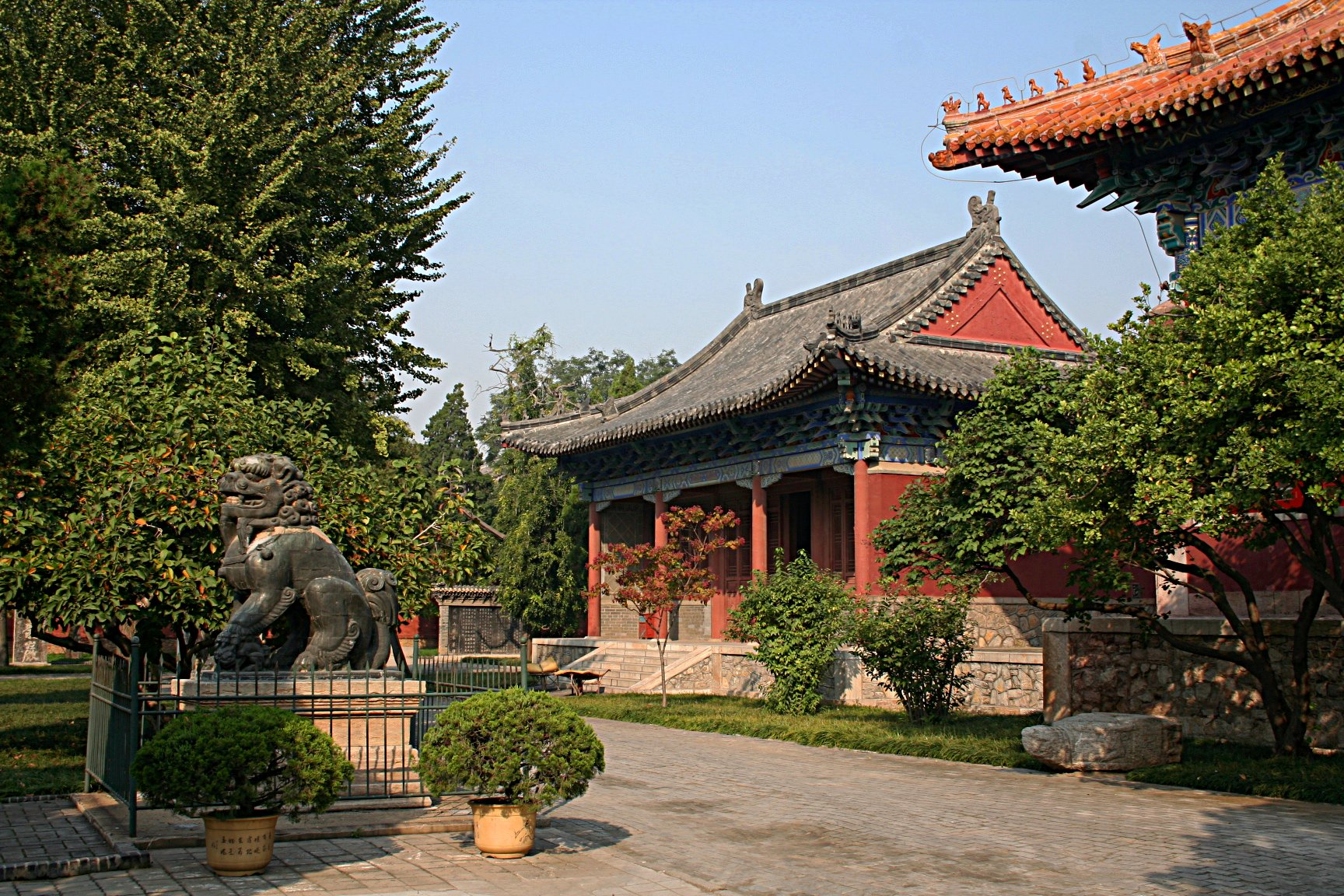
Đại miếu tại Thái Sơn.

Thái Sơn có tầm quan trọng trong tôn giáo Trung Quốc. Theo các ghi chép lịch sử, Thái Sơn trở thành một nơi linh thiêng được các hoàng đế viếng thăm để cúng tế và thiền định từ thời nhà Chu trước năm 1.000 TCN. Tổng cộng có 72 hoàng đế đã được ghi nhận là đã đến đây. Các nhà văn cũng đã đến đây để lấy cảm hứng, sáng tác thơ, viết tiểu luận, vẽ và chụp ảnh. Do đó, rất nhiều di tích văn hóa đã bị bỏ lại trên núi.
Hành trình di chuyển tại Thái Sơn khoảng 7.200 bước với 6.293 bậc thang chính dẫn lên đỉnh núi, qua 11 cổng, 14 cổng vòm, 14 quán và 4 vọng lâu. Tổng cộng có  22 ngôi đền, 97 tàn tích, 819 phiến đá và 1.018 bức tường đá và vách đá tại Thái Sơn.

### Đại Miếu
Đại Miếu (tiếng Trung: 岱庙; bính âm: Dàimiào) là một tổ hợp công trình cổ lớn nhất và hoàn thiện nhất nằm tại chân Thái Sơn. Ngôi miếu được xây dựng vào thời nhà Tần và kể từ thời nhà Hán, thiết kế của nó đã là một bản sao của cung điện hoàng gia khiến nó là một trong ba cấu trúc còn tồn tại ở Trung Quốc mang đặc điểm của một cung điện hoàng gia cùng với Tử Cấm Thành và Khổng miếu ở Khúc Phụ. Đại Miếu có 5 sảnh lớn cùng nhiều tòa nhà nhỏ. Trung tâm của nó là Điện Thiên Đàng được xây dựng vào năm 1008 dưới triều đại của Tống Huy Tông. Tại đây còn lưu giữ một bức tranh tường có niên đại từ năm 1009 có chiều dài 62 mét và cao 3,3 mét. Đại miếu bao quanh bởi những cây bách từ thời nhà Hán có niên đại 2.100 năm tuổi. Ngoài ra, tại đây còn lưu giữ nhiều bia đá từ thời Tống Huy Tông, một số được gắn trên Quy Phu và sau đó là cả vào thời Càn Long.

### Bích Hà Từ
Miều thờ Bích Hà (tiếng Trung: 碧霞祠; bính âm: Bìxiá Cí) nằm gần đỉnh núi là một tòa nhà phức hợp lớn kết hợp của nhiều loại vật liệu xây dựng từ kim loại, gỗ, gạch, cấu trúc đá. Nó được xây dựng để thờ nữ thần Bích Hà. Từ đền Thái Sơn đến Bích Hà có rất nhiều phiến đá và chữ khắc và các nhà cổ trên đường đi, và từ chân núi đến đỉnh là 6.660 bậc đá uốn lượn theo các sườn núi.

### Công trình khác
Một số công trình khác có thể kể đến Miếu Ngọc Hoàng (玉皇庙), cung Thanh Đế (青帝宫), Miếu Khổng Tử (孔子庙), cung Đẩu Mẫu (斗母宫), chùa Phổ Chiếu (普照寺). Rất nhiều tao nhân mặt khách cũng đã đến thưởng ngoạn phong cảnh và đã để lại rất nhiều bút tích ở đây. Tiêu biểu như Khổng Tử với: "Đăng Thái Sơn nhi tiểu thiên hạ" hay Đỗ Phủ:"Hội đương quân tuyệt đỉnh, nhất lản chúng sơn tiểu". Thái Sơn cũng nổi tiếng nhờ những chữ khắc, trong đó phải kể đến câu "Ngũ Nhạc độc tôn" (五岳独尊) hay "Nhật quan phong" (日观峰). Nó được đề bởi một thành viên của Ái Tân Giác La vào năm 1907 và xuất hiện trên mặt trái của tờ 5 tệ trong loạt thứ 5.
Một số điển nổi bật khác như vách núi Xá Thân (舍身崖), vách núi Ái Thân (爱身崖), đỉnh Nhật Quan (日观峰), đỉnh Nguyệt Quan, Chiêm Lỗ đài (瞻鲁台), Thám Hải thạch (探海石)

## Ý nghĩa tự nhiên
Thảm thực vật tại đấy chiếm đến 79,9% diện tích, được trồng dày đặc nhưng thông tin về các loài này còn ít. Hệ thực vật đa dạng với 989 loài trong đó có 433 loài thân gỗ và phần còn lại là cây thân thảo với 462 loài dược liệu. Tại đây có cây Ngân Hạnh, trong đền có niên đại 2000 năm tuổi được mệnh danh là "hóa thạch sống" cho hệ thực vật tiêu biểu của Thái Sơn.
Về động vật, có hơn 200 loài động vật ngoài 122 loài chim, nhưng thiếu thông tin chi tiết. Loài cá có vảy lớn Varicorhinus macrolepis được tìm thấy trong những vùng nước ở độ cao 300-800 mét.
Thái Sơn có một số thác nước nổi bật như Vân Kiều hay Long Đàm.

## Trong văn hóa

### Văn học dân gian Việt Nam
Văn học dân gian Việt Nam đã từng có những câu ca dao như:
Công cha như núi Thái Sơn
Nghĩa mẹ như nước trong nguồn chảy ra.
Hay trong câu thành ngữ:
Có mắt mà không thấy Thái Sơn

### Trong tiểu thuyết
Phái Võ Đang là hệ phái xuất hiện trong rất nhiều trong tiểu thuyết Kim Dung - rõ nhất là tác phẩm Ỷ Thiên Đồ Long ký - lấy bối cảnh chính là núi Thái Sơn.

### Trong phim ảnh
- Tân Tây Du Ký 2010 của đạo diễn Trương Kỷ Trung được quay tại đỉnh Thiên Trụ cho trường đoạn nạn Đại Thánh trộm nhân sâm quả, Thái Sơn được chọn quay cho đạo tràng của Trấn Nguyên Tiên.
- Tân Ỷ Thiên Đồ Long ký 2009 của Trương Kỷ Trung quay tại đỉnh Nhật Quang và Nguyệt Quang cho trường đoạn các tình tiết liên quan tới phái Võ Đang.

## Thư viện ảnh

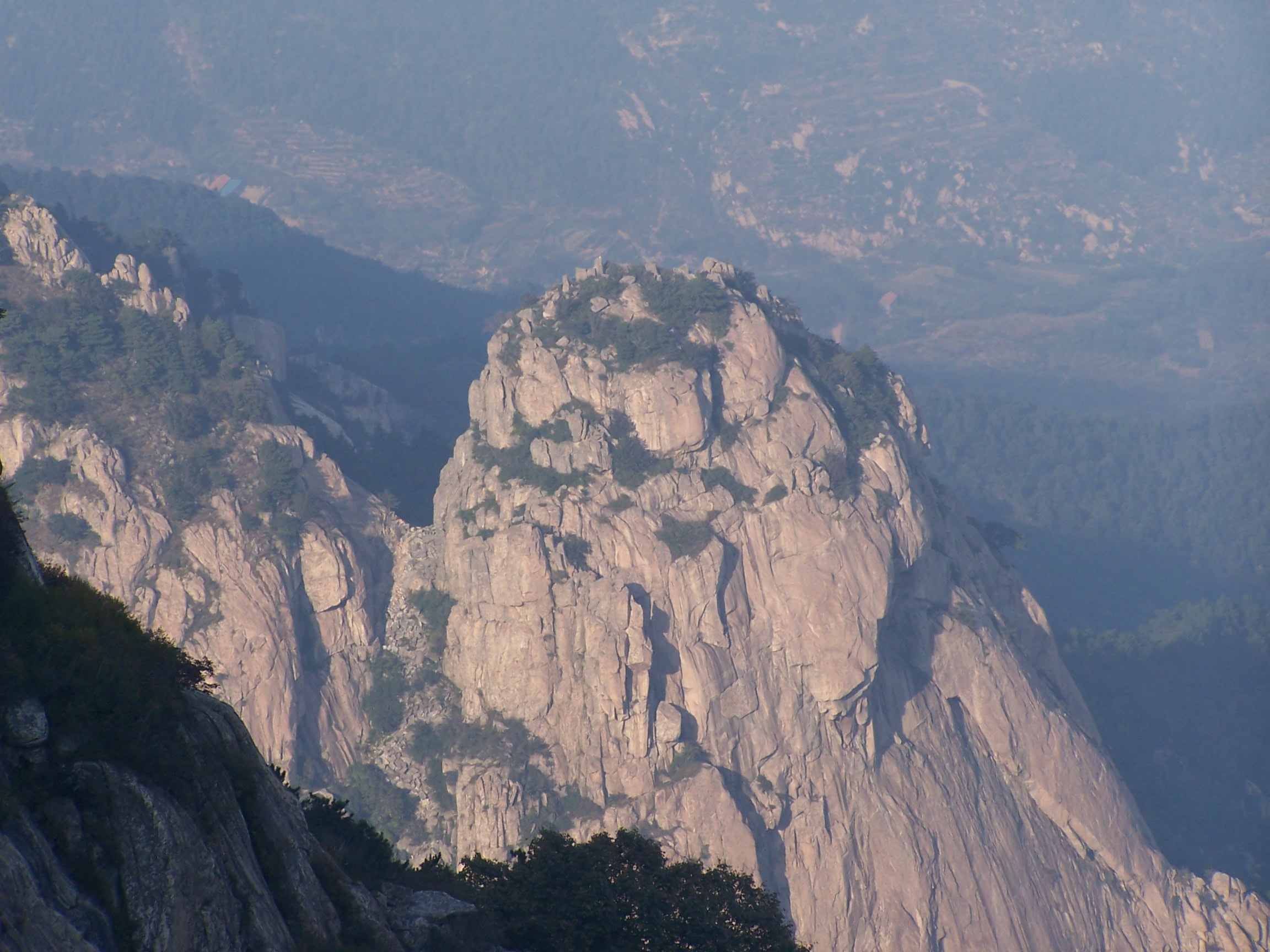
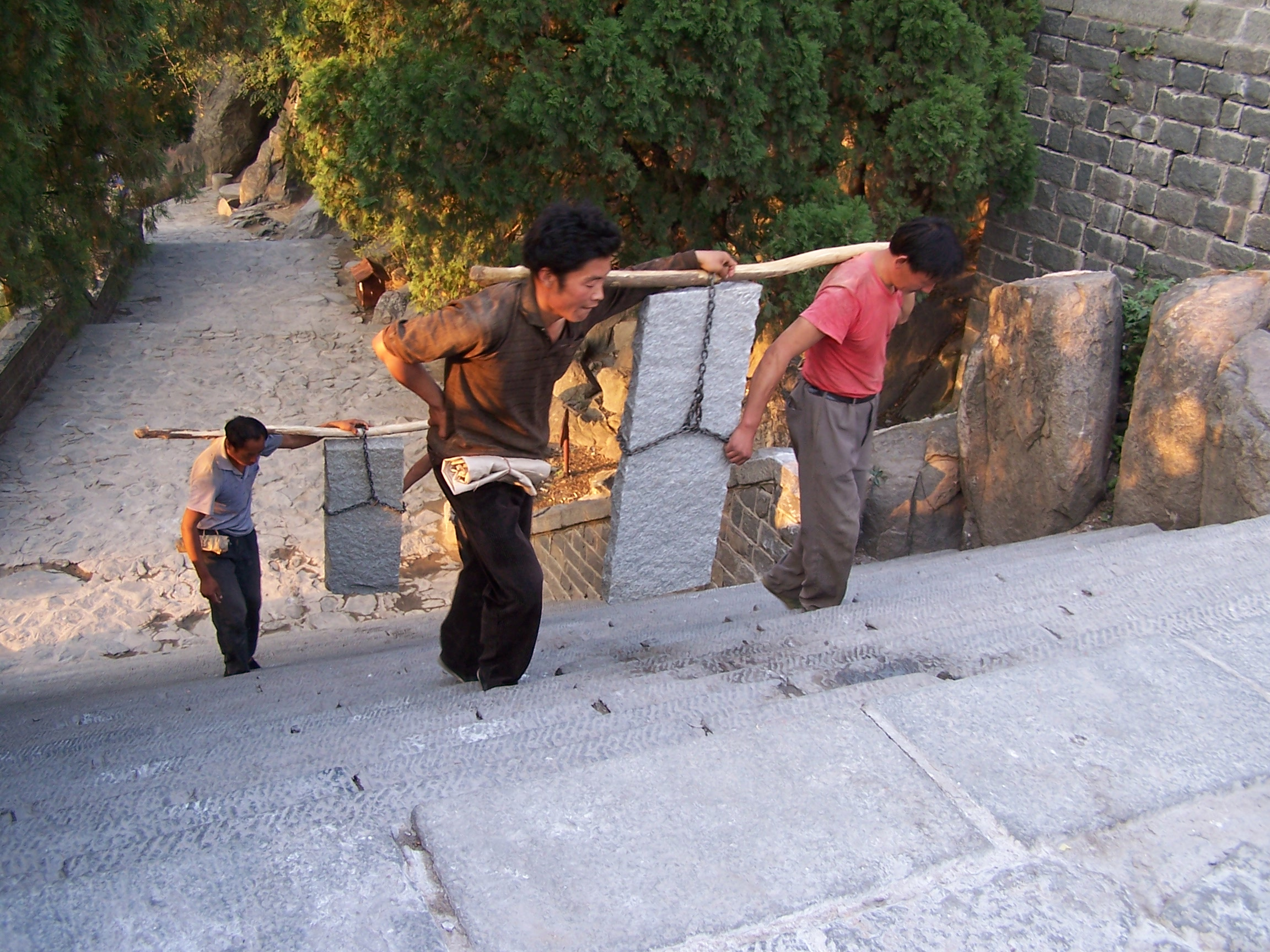
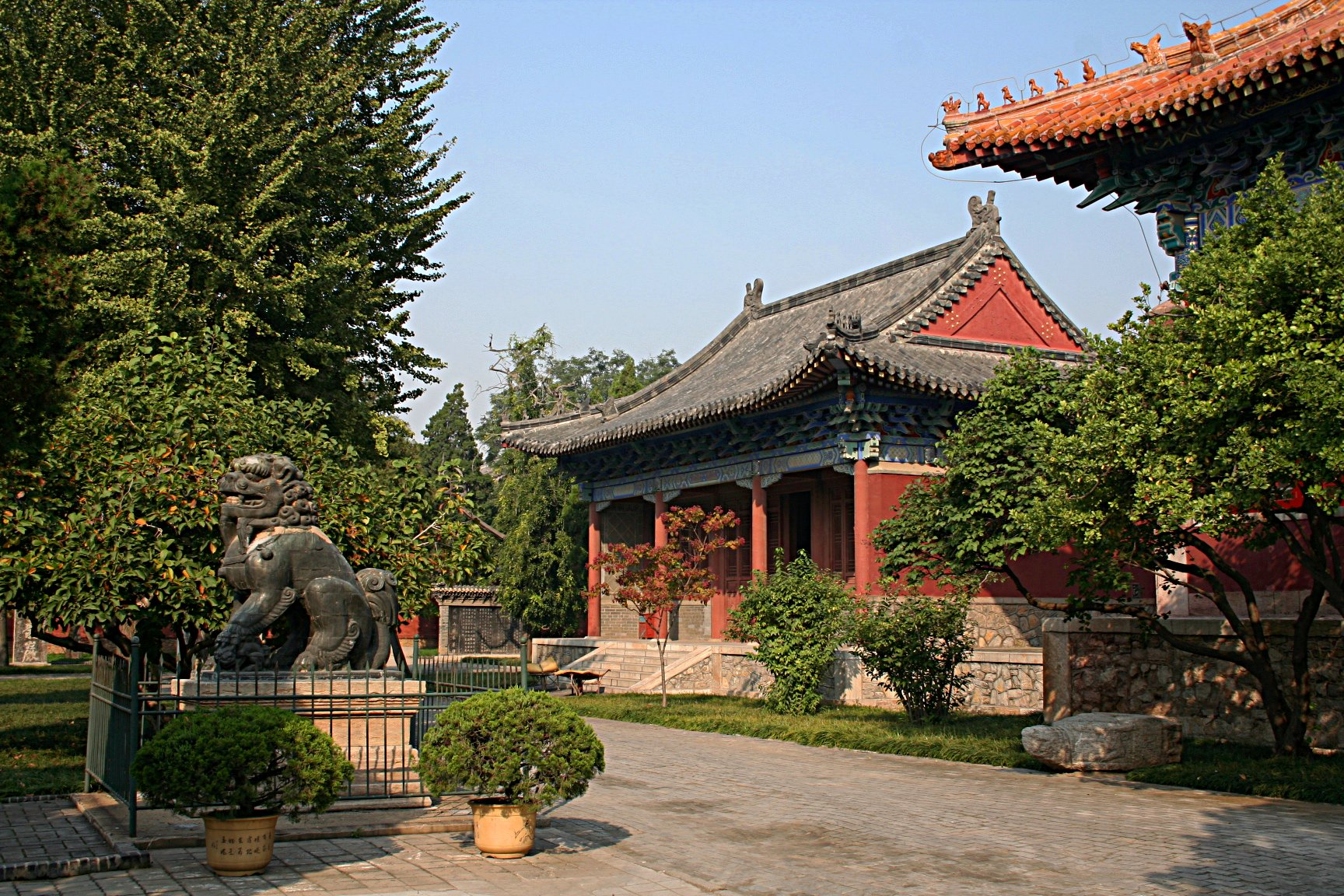
Dai temple
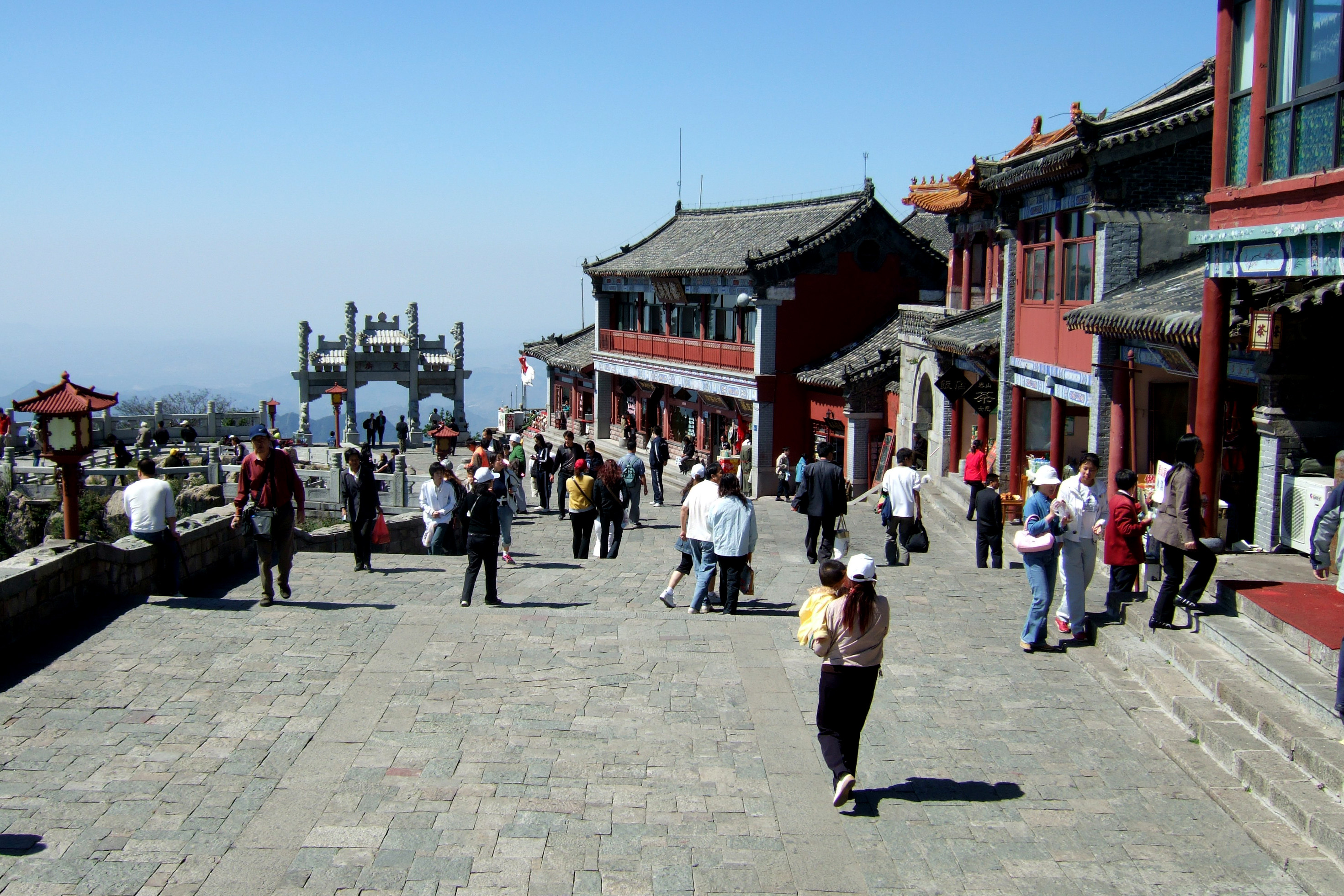
at top
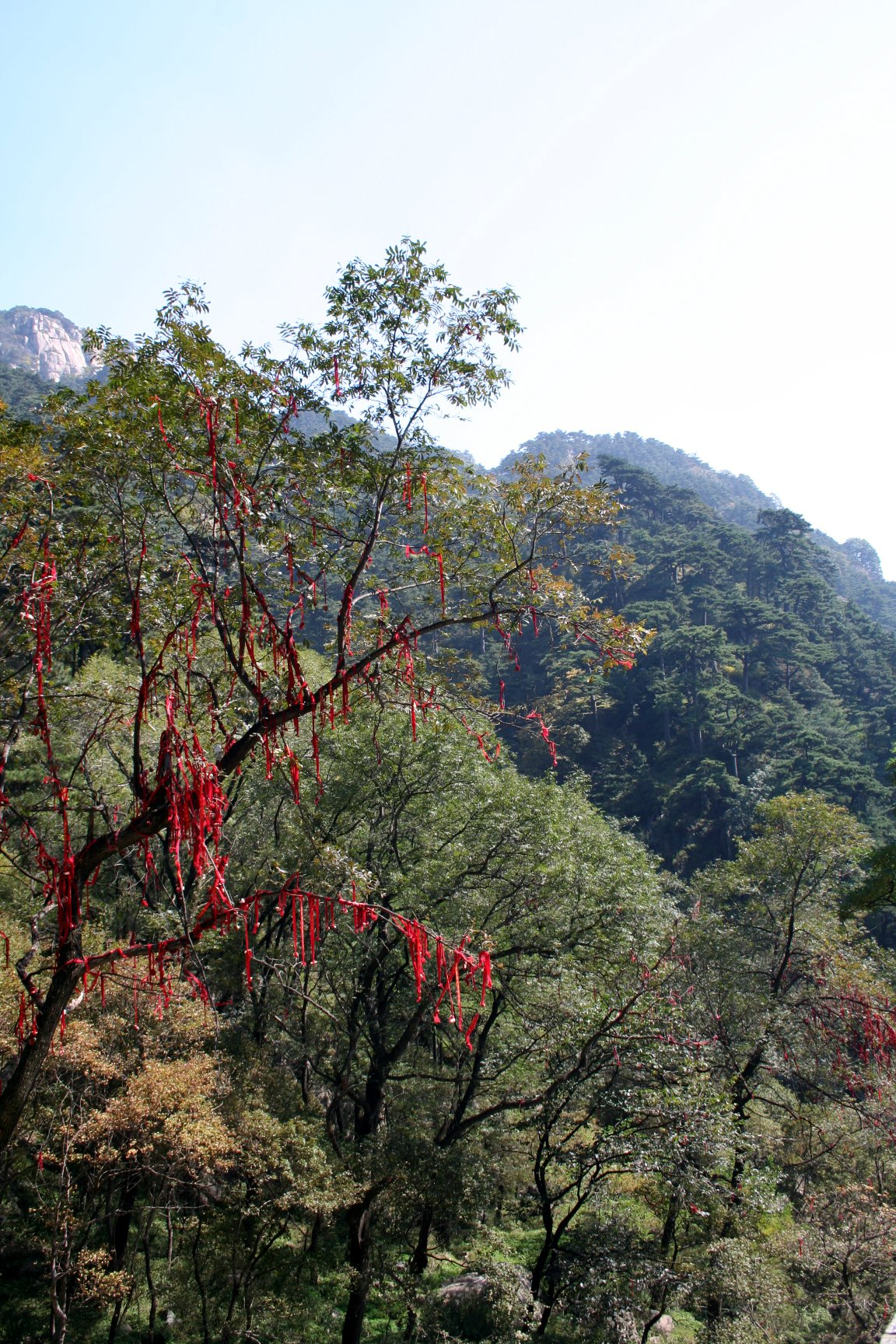
Sườn núi Thái Sơn
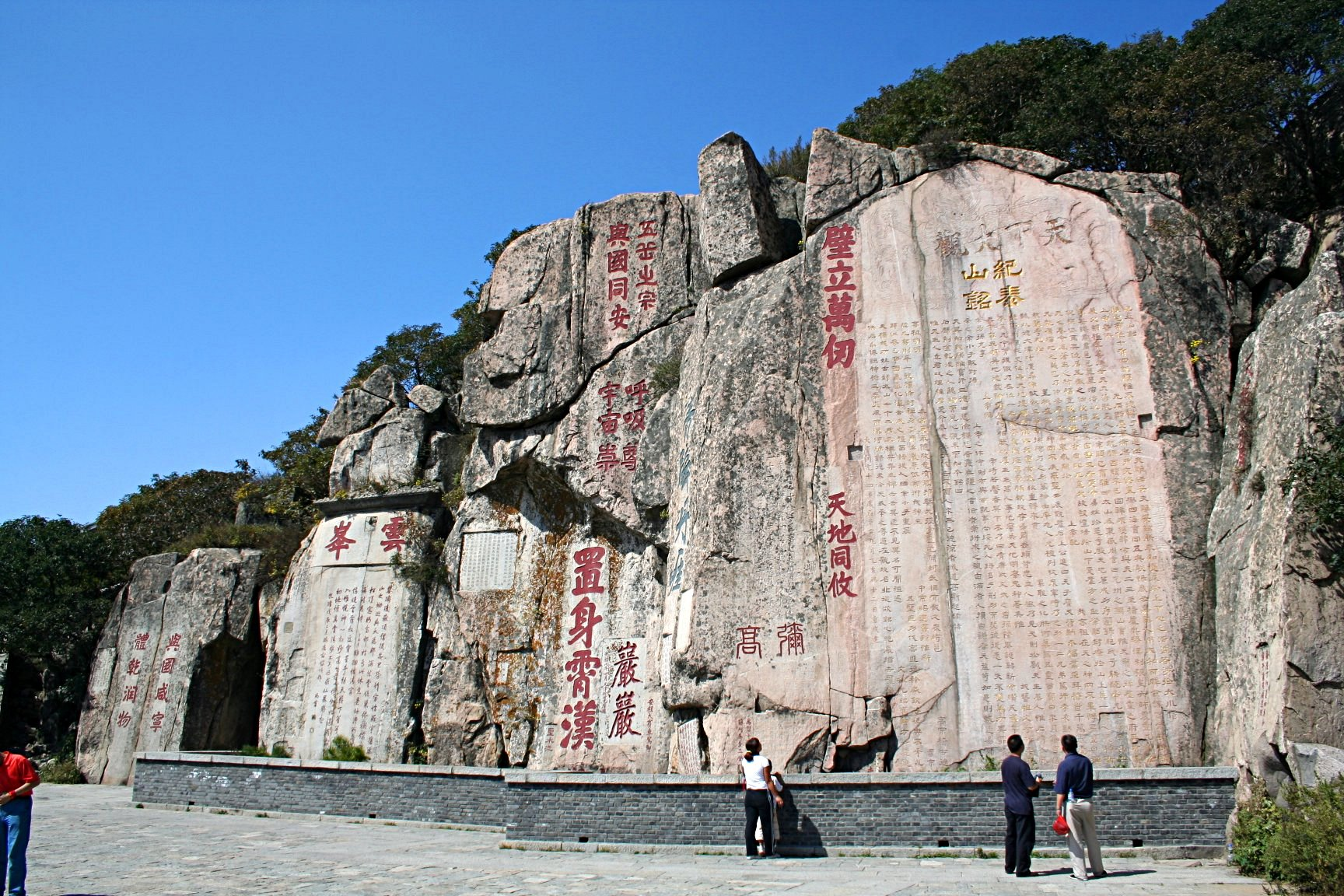
Văn tự khắc trên đá
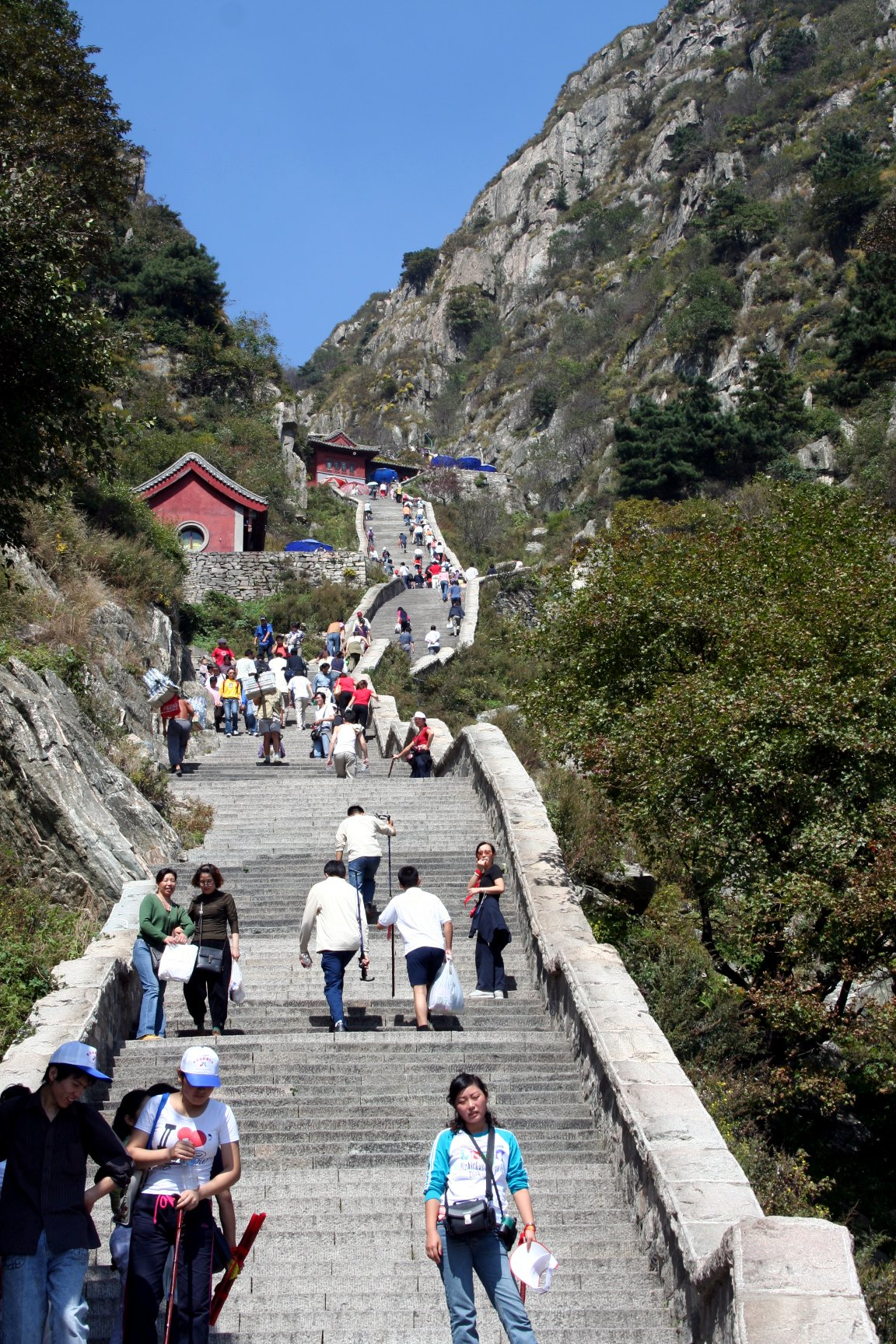
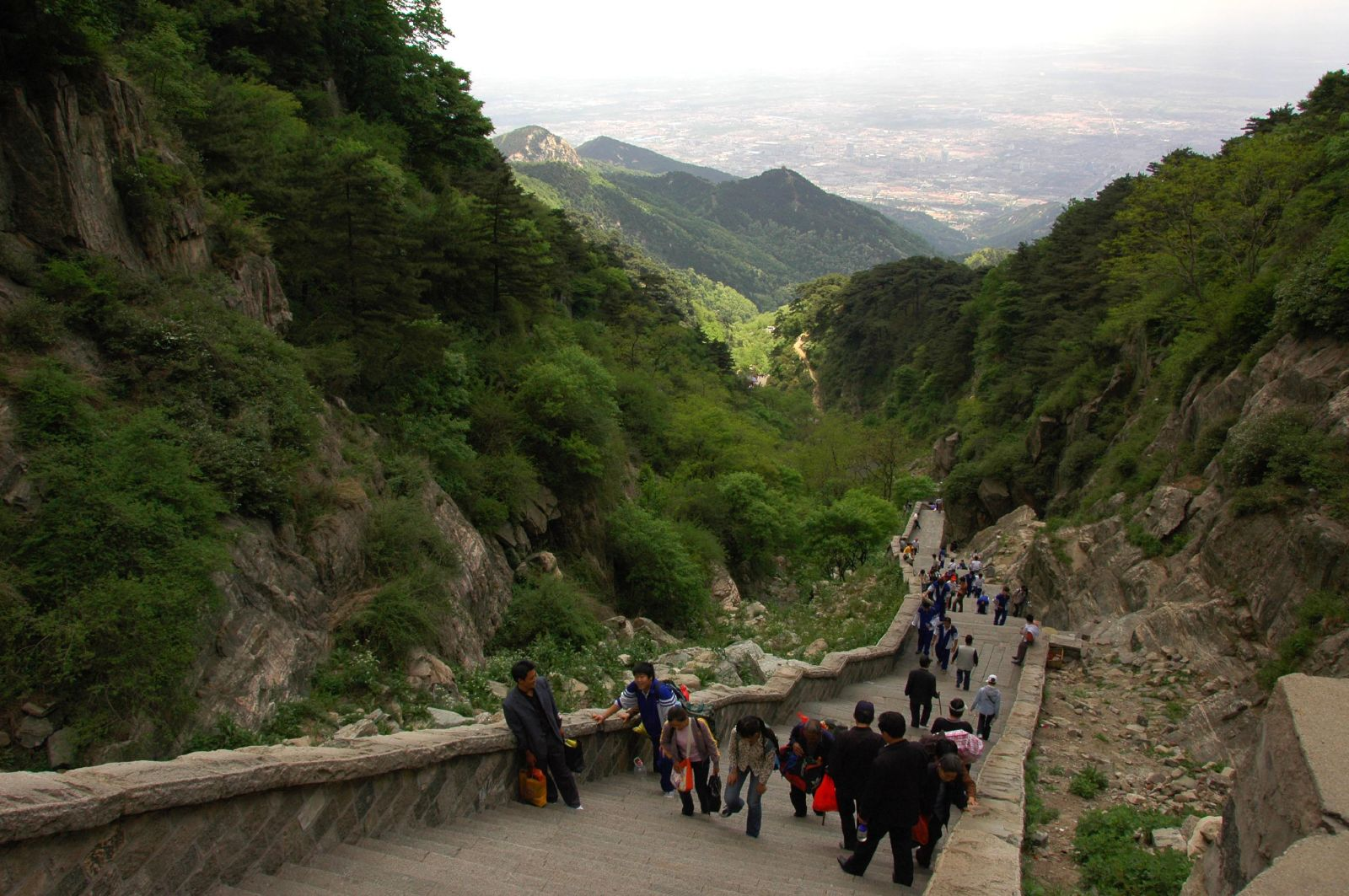
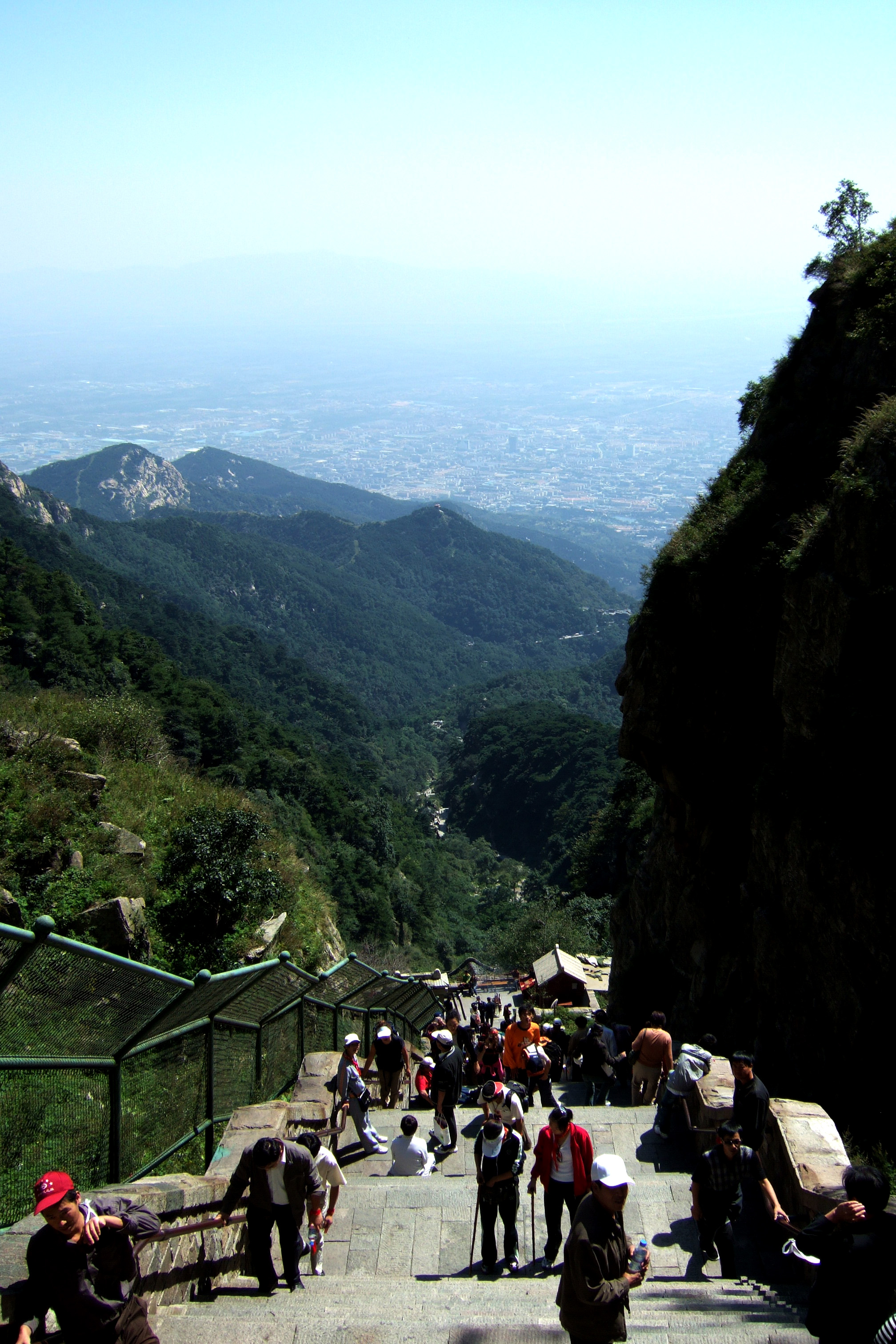
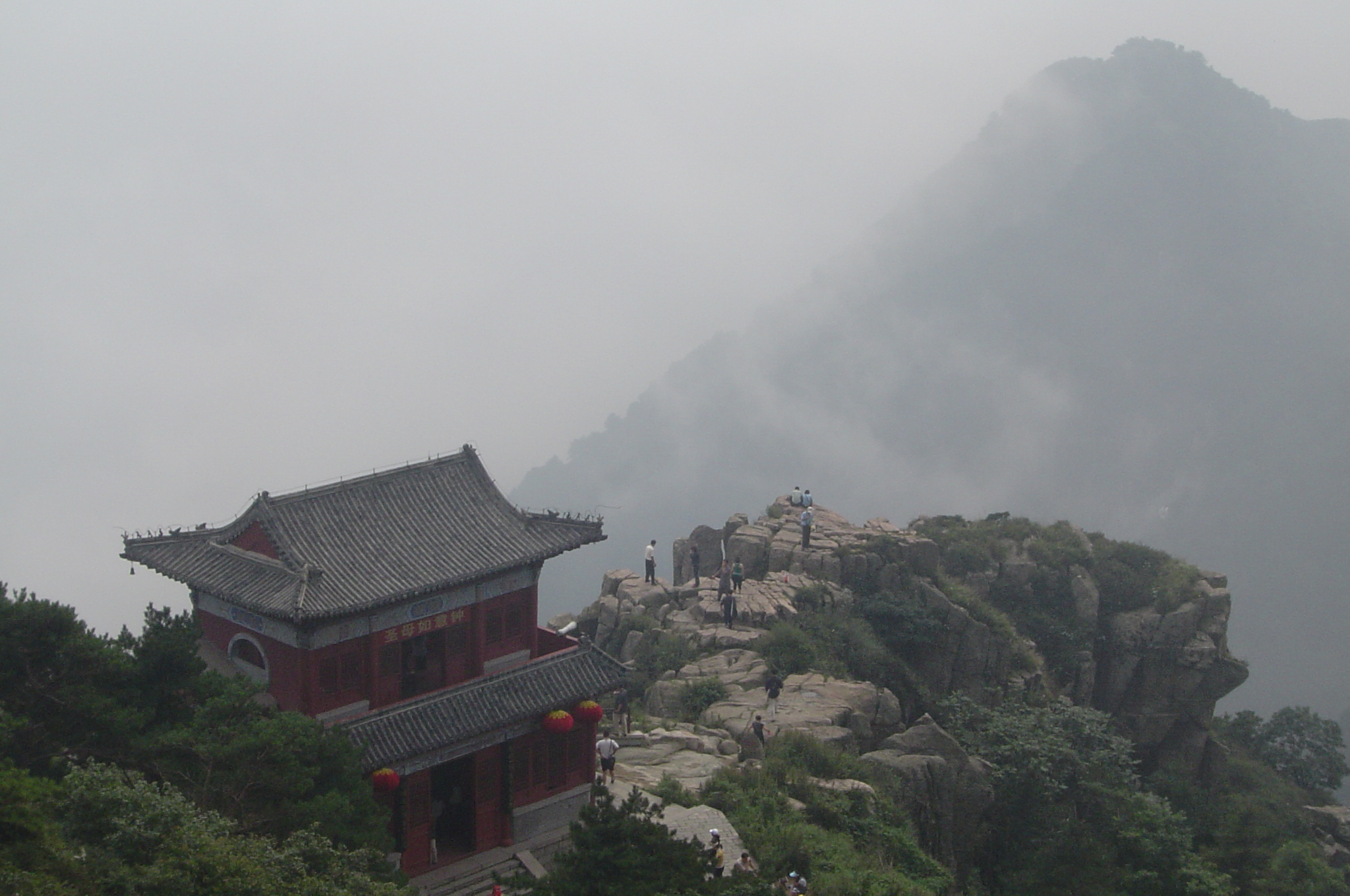
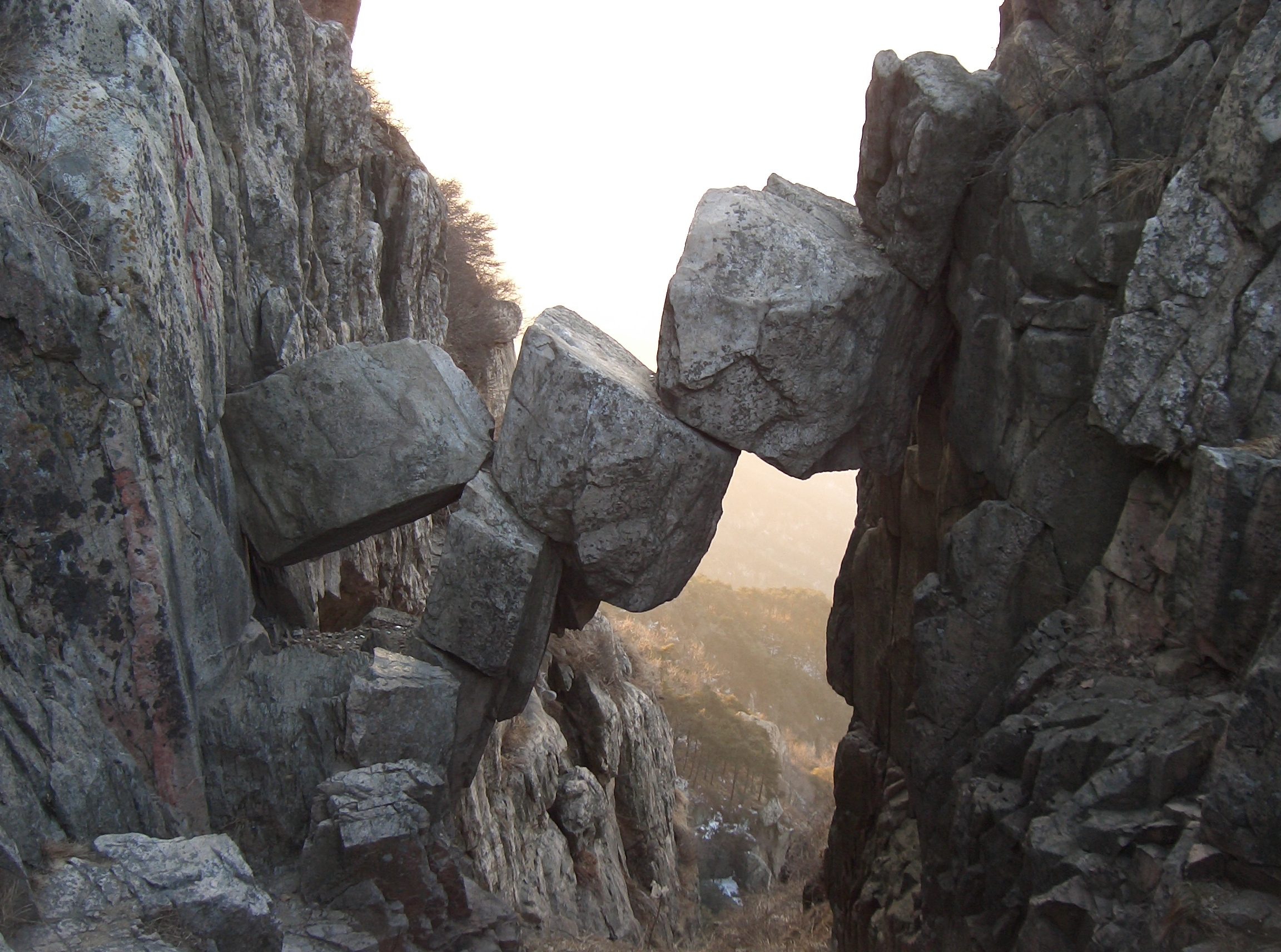
"Cầu Bất tử" bên sườn dốc của núi Thái Sơn, được tạo ra từ những khối đá khổng lồ chồng lên nhau một cách tự nhiên.
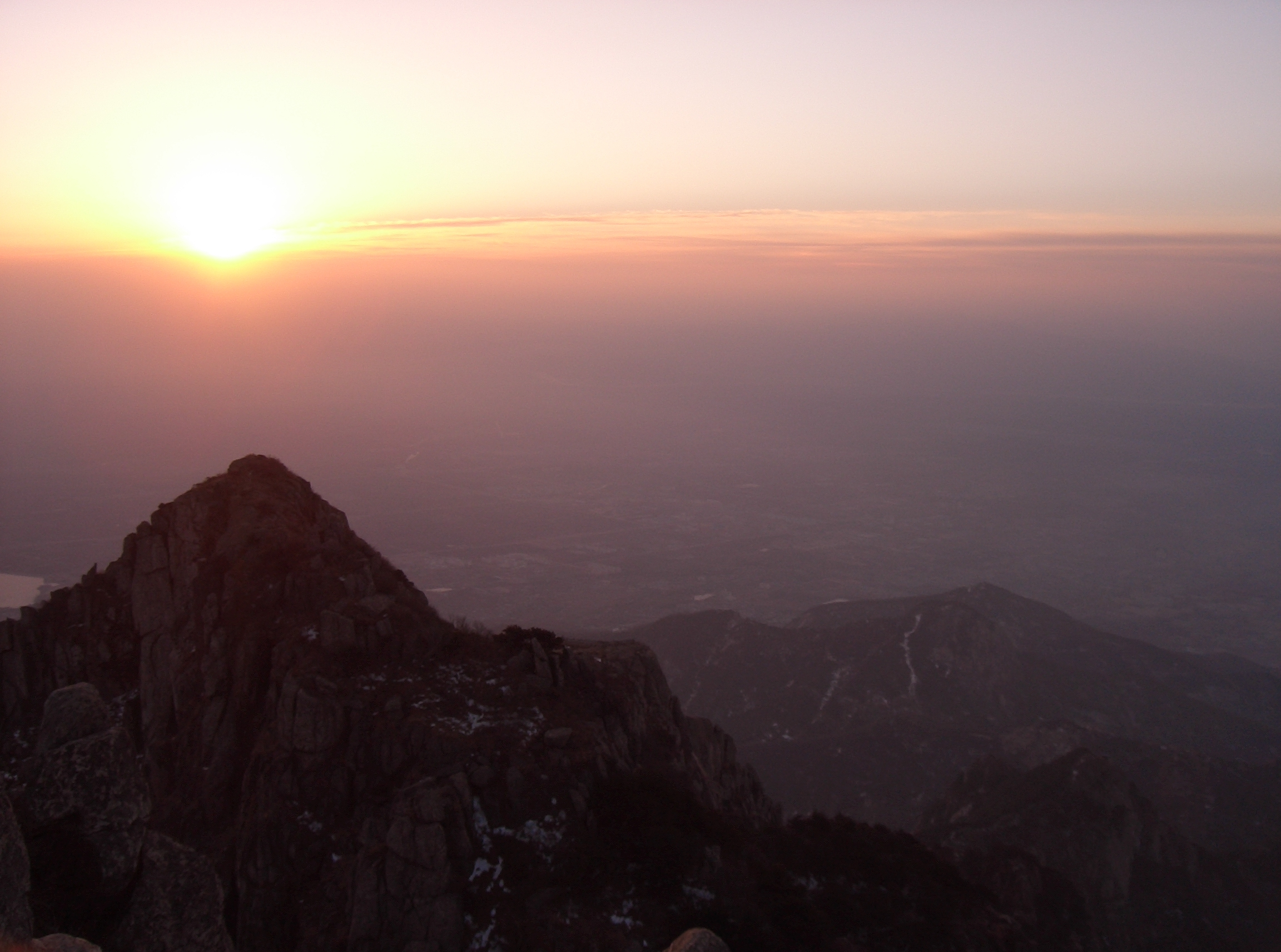
Bình minh
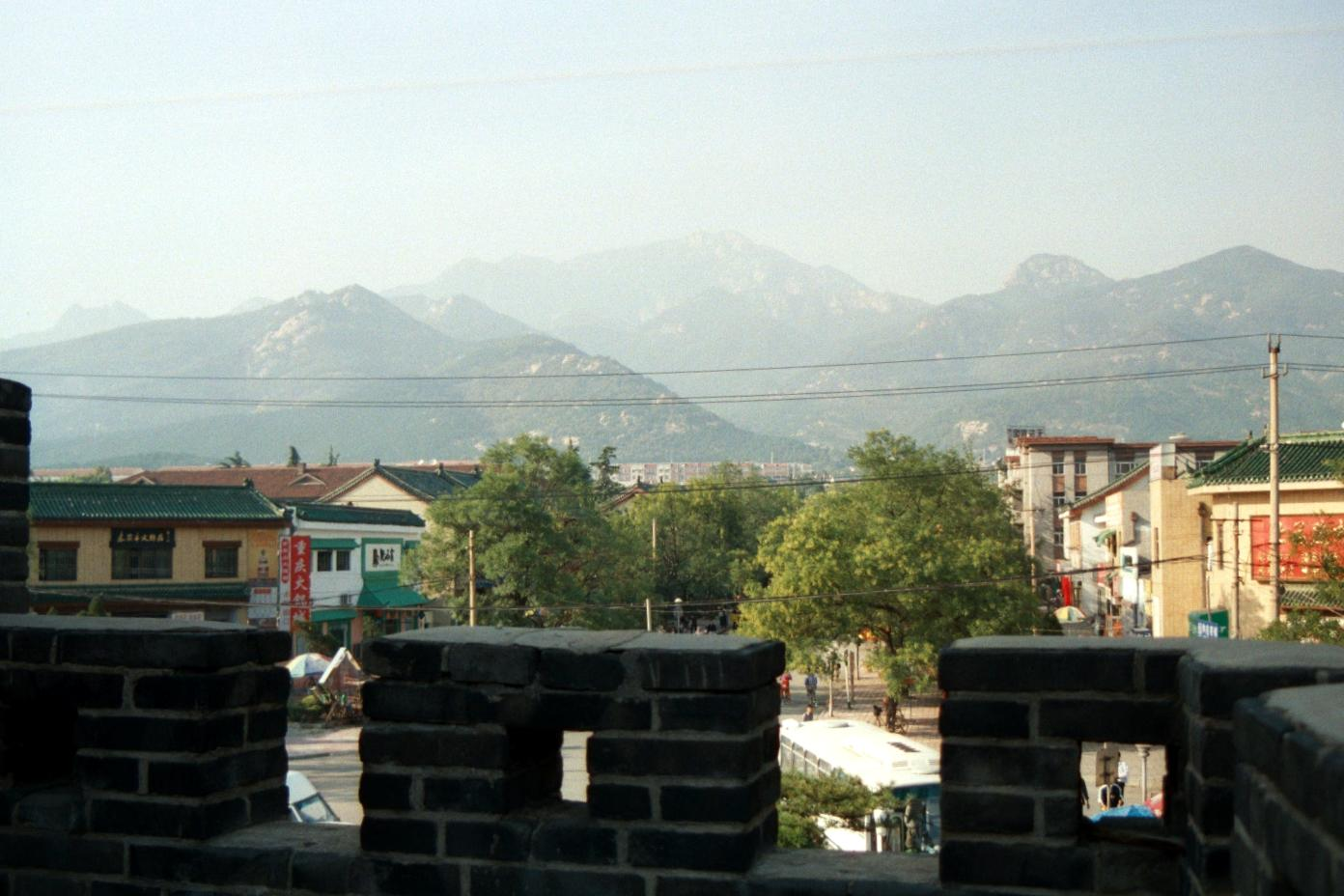
Nhìn từ Thái An